# Звукорежисер

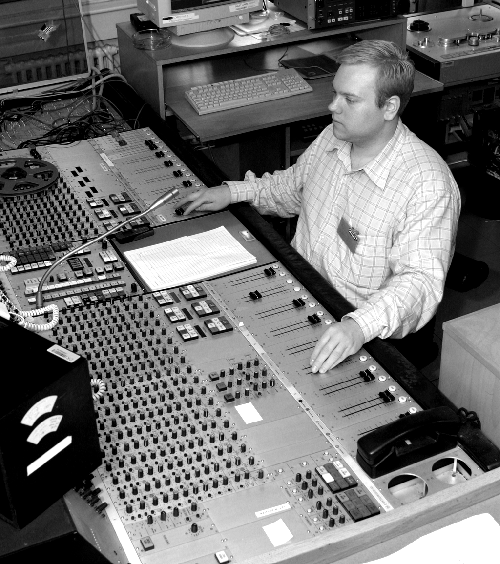
Звукорежисер

Звукорежисе́р або звукоінжене́р (англ. audio чи англ. sound engineer) — творча професія, пов'язана з обробкою звуку: записом, обробкою, відтворенням звуку за допомогою технічних засобів звукових студій — та необхідна в таких галузях, як звукозапис, радіо і телебачення, озвучування фільмів, обслуговування концертів, обробка. Також так називають людей, які зводять звук з відео.

## Звукорежисер в кінематографі
Звукорежисером у кінематографі є учасник знімальної групи, керівний звуковим цехом. Він займається записом звуку, працюючи безпосередньо з мікрофоном-оператором. У завдання звукорежисера входить створення озвучення (фонограми) фільму згідно з ідейно-художнім задумом автора сценарію та режисера.
У кінематографі також є звукооператор — учасник знімальної групи, що входить до складу звукового цеху, працює з записом — відстежує рівні звуку фонових шумів і звуку діалогів. Звукооператор підпорядковується звукорежисеру.
Відповідальність за запис, обробку та створення звуку в процесі зйомки фільму повністю лягає на звуковий цех.

### Склад звукового цеху
- Звукорежисер — працює за звуковим пультом, записує звук. Керує роботою звукового цеху (мікрофонним оператором та звукооператором).
- Мікрофонний оператор — забезпечує розстановку мікрофонів, керує мікрофонами в процесі зйомки.
- Звукооператор — здійснює технічний контроль запису: відслідковує рівень звуку у кадрі та фонові шуми.

Нині поняття звукооператор та режисер звуку (звукорежисер) плутають, хоча обидва фахівця відіграють різні ролі в процесі роботи над звуком.

## Обов'язки звукорежисера та звукооператора
- Звукорежисер бере участь у розробці режисерського сценарію, проводить пробні записи звуку. В його обов'язки входить здійснення та контроль за синхронним звукозаписом та монтажем всіх видів звуку. В результаті його діяльності отримуємо кінцевий варіант фонограми фільму, який отримується в ході зведення (перезапису) всіх початкових елементів, що складають звуковий ряд.
- Звукооператор займається мікшуванням і контролем за рівнем звуку. В його задачу входить приведення рівня звучання діалогів, шумів та музики згідно зі заздалегідь складеною звукорежисером експлікацією. Іноді таку експлікацію доводиться складати самому звукооператору під час запису звука для подальшого монтажу. Звукооператор в кіно, один з членів знімальної групи. Він виконує такі функції:
  - здійснює звукове оформлення фільму згідно зі спільною задумкою автора сценарію та режисера;
  - Відповідає за художню та технічну якість звуку фільму;
  - готує звукову експлікацію, записує проби акторів, відбирає фонетичний матеріал, здійснює синхронний запис, озвучування, запис музики і шумів, перезапис фільму.

## Значимість звукового рішення
Звукове рішення фільму також є художніми твором. На кінофестивалях існує кілька номінацій, що мають безпосереднє відношення до звукового вирішення фільму. Наприклад:
- фільм «Чарівник країни» Оз 1940 р. отримав нагороду «Оскар» у номінації «Найкраща музика» і ще одну нагороду в номінації «Найкраща пісня»
- фільм «Доктор Живаго» 1966 р. отримав нагороду «Оскар» — «Найкраща музика» і нагороду «Золотий глобус» в цій же номінації.
- «Космічна одіссея 2001 року» 1968 р. отримала приз Британської академії в номінації «Найкраща музика» (саундтрек)

Нині з появою систем багатоканального об'ємного звуку, значимість роботи звукооператора і звукорежисера тільки збільшується. Без їхньої участі не обходиться жоден сучасний фільм.